# Городок (Хмельницкая область)
Городо́к (прежде также Грудек) — город в Хмельницкой области Украины. Входит в Хмельницкий район. До 2020 года был административным центром упразднённого Городокского района. Расположен на реке Смотрич, в 52 км юго-западнее Хмельницкого.

## История
Известен предположительно с 1362 года. Подольский князь Фёдор Кориатович отписал Грудек (Гродок) знатному Бедриху Сверчу. Бедрихов Городок на рубеже XV—XVI вв. был переименован в Новодвор, а его владельцы именовались Новодворскими. Затем имение приобрёл Николай Герберт. В XVII—XVIII вв. Грудек входил в громадную латифундию Замойских. Российские власти передали его в собственность «бича польских инсургентов» — генерала Гейсмара.
После выхода в отставку в 1842 году барон Гейсмар прибыл в Грудек и занялся приведением его в порядок: устроил там пивоваренный и сахарный заводы, завел стада тонкорунных овец и голландских молочных коров. Заботясь о крестьянах, построил для них церковь, костел, устроил больницу, богадельню, школу.
В июле 1795 года Городок получил статус местечка и вошёл в состав Каменец-Подольского уезда Подольской губернии Российской империи. В 1893 году здесь насчитывалось 7446 жителей и 980 дворов, действовали школа, 4 постоялых двора, 26 лавок, водяная мельница, 16 кожевенных заводов, 3 кирпичных, пивоваренный и винокуренный заводы, православная церковь, костёл, 2 синагоги и 5 еврейских молитвенных домов.

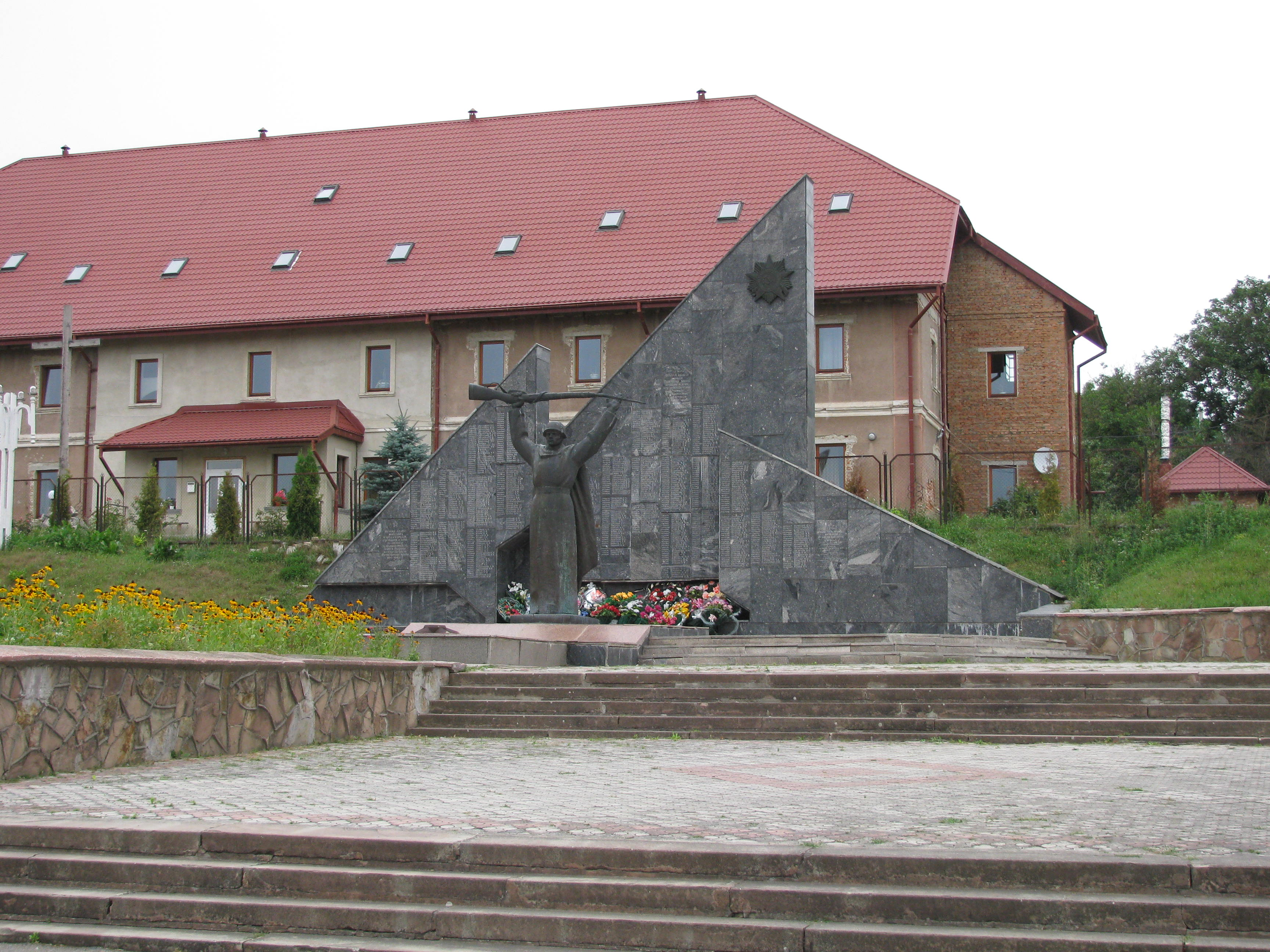
Мемориальный комплекс жертвам Второй мировой войны

22 октября 1938 года Городок получил статус посёлка городского типа.
В ходе Великой Отечественной войны с 8 июля 1941 до 25 марта 1944 года Городок был оккупирован немецкими войсками. В 1957 году посёлок Городок получил статус города.
В 1970 году численность населения составляла 15 тыс. человек, здесь действовали станкостроительный завод, ремонтный завод, два кирпичных завода, сахарный комбинат и молочноконсервный комбинат.
В январе 1989 года численность населения составляла 17 686 человек, основой экономики в это время являлись станкостроительный завод и предприятия пищевой промышленности.
В мае 1995 года Кабинет министров Украины утвердил решение о приватизации находившихся в городе АТП-16838, дорожно-строительного управления № 57, опытно-экспериментального завода, станкостроительного завода, сахарного завода и межхозяйственного комбикормового завода, в июле 1995 года было утверждено решение о приватизации птицеводческого совхоза.

## Население
По состоянию на 1 января 2013 года население составляло 16 671 человек.

### Языковой состав
Родной язык населения по данным переписи 2001 года:
| Язык       | Численность, чел. | Доля     |
| ---------- | ----------------- | -------- |
| Украинский | 17 002            | 97,10 %  |
| Польский   | 243               | 1,39 %   |
| Русский    | 234               | 1,34 %   |
| Другие     | 30                | 0,17 %   |
| Итого      | 17 509            | 100,00 % |

## Экономика
Имеется молокозавод и сахарный завод.

## Транспорт
Железнодорожная станция Виктория на линии Ярмолинцы — Копычинцы.

## Галерея

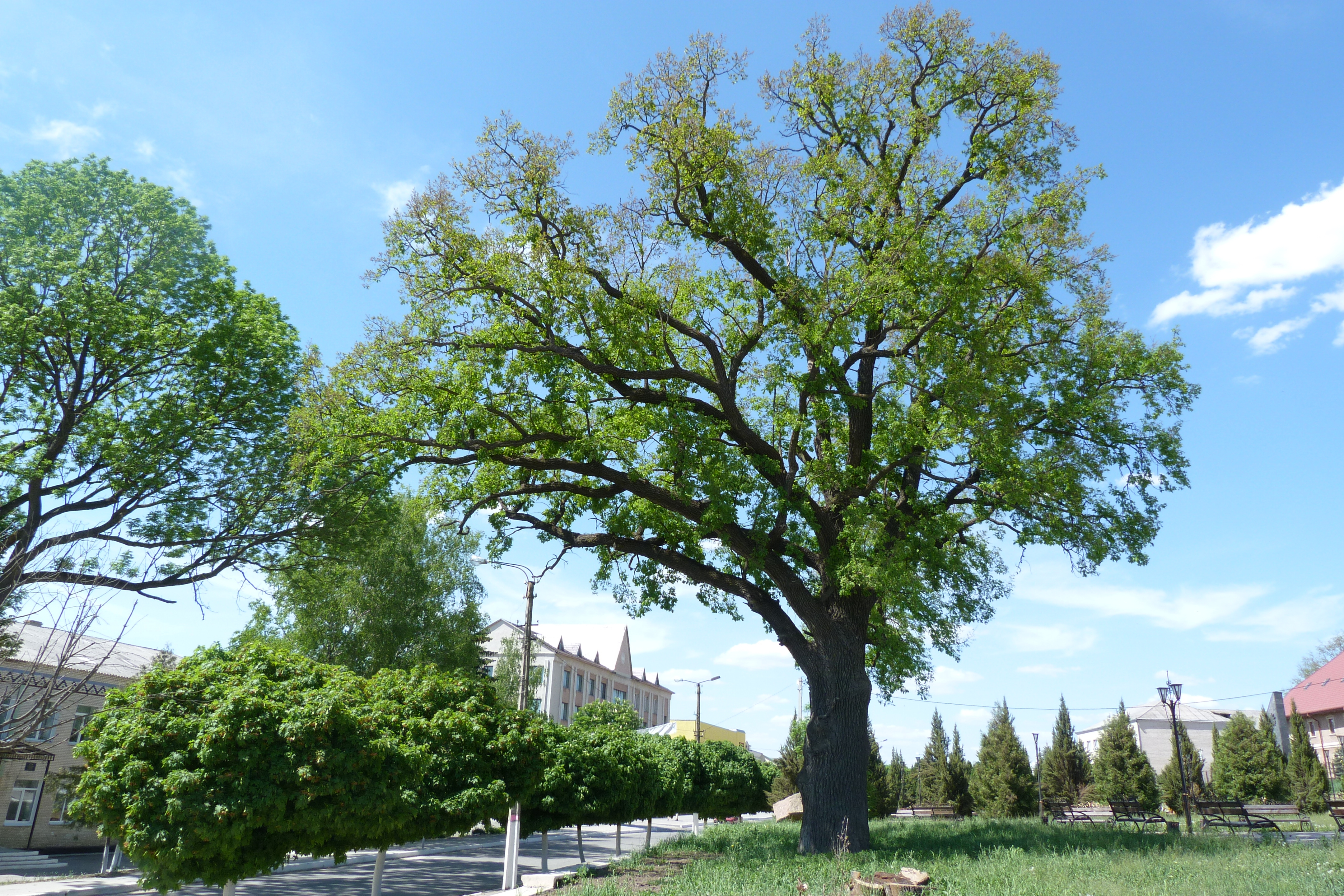
Древний дуб в центре города
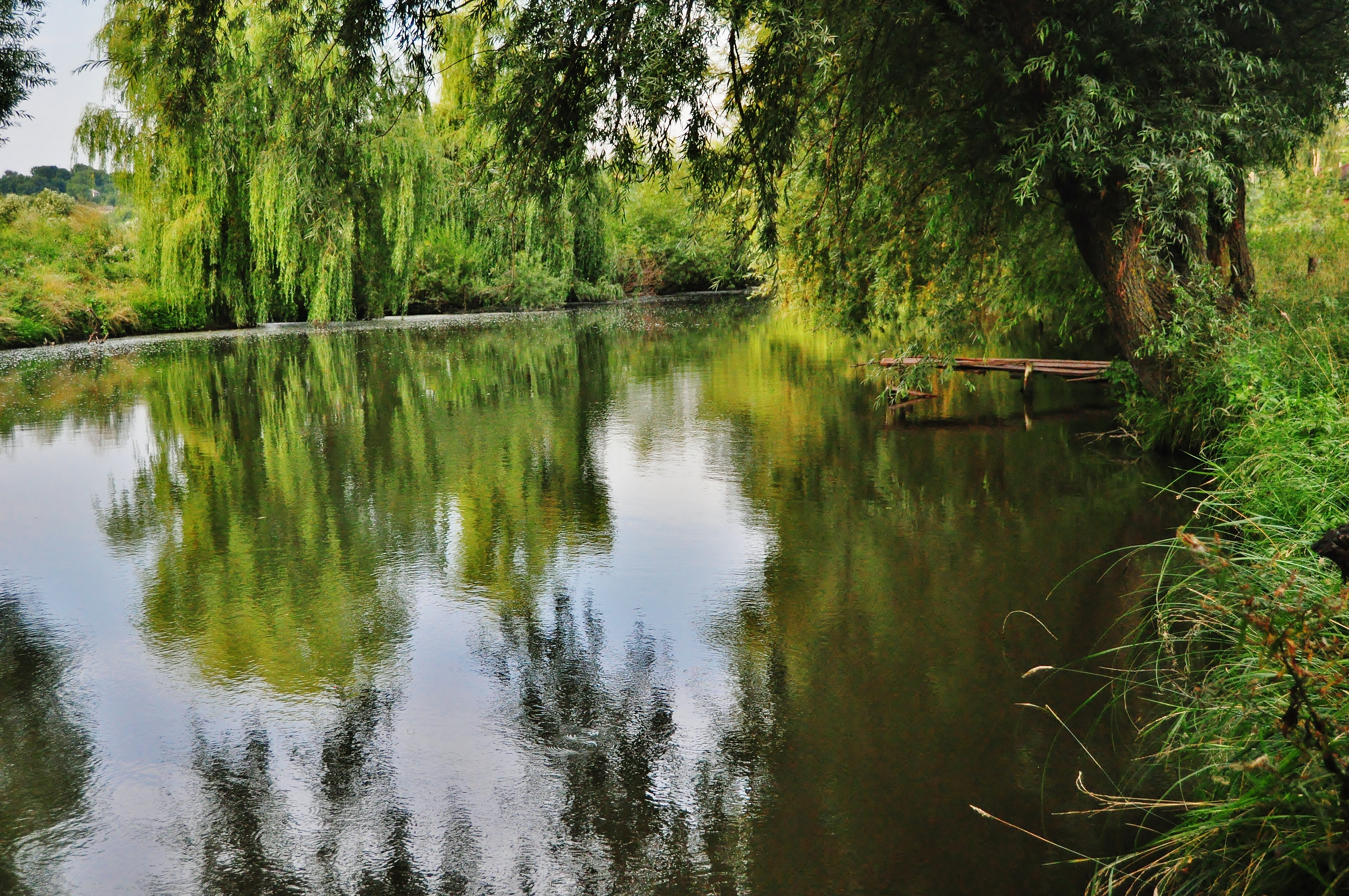
Река Смотрич
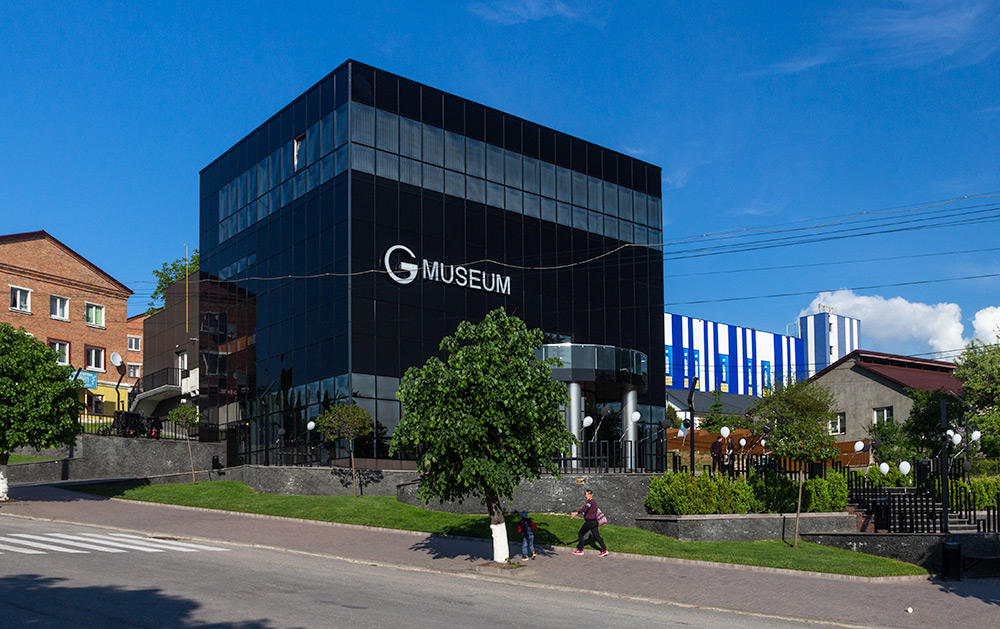
Городоцкий краеведческий музей
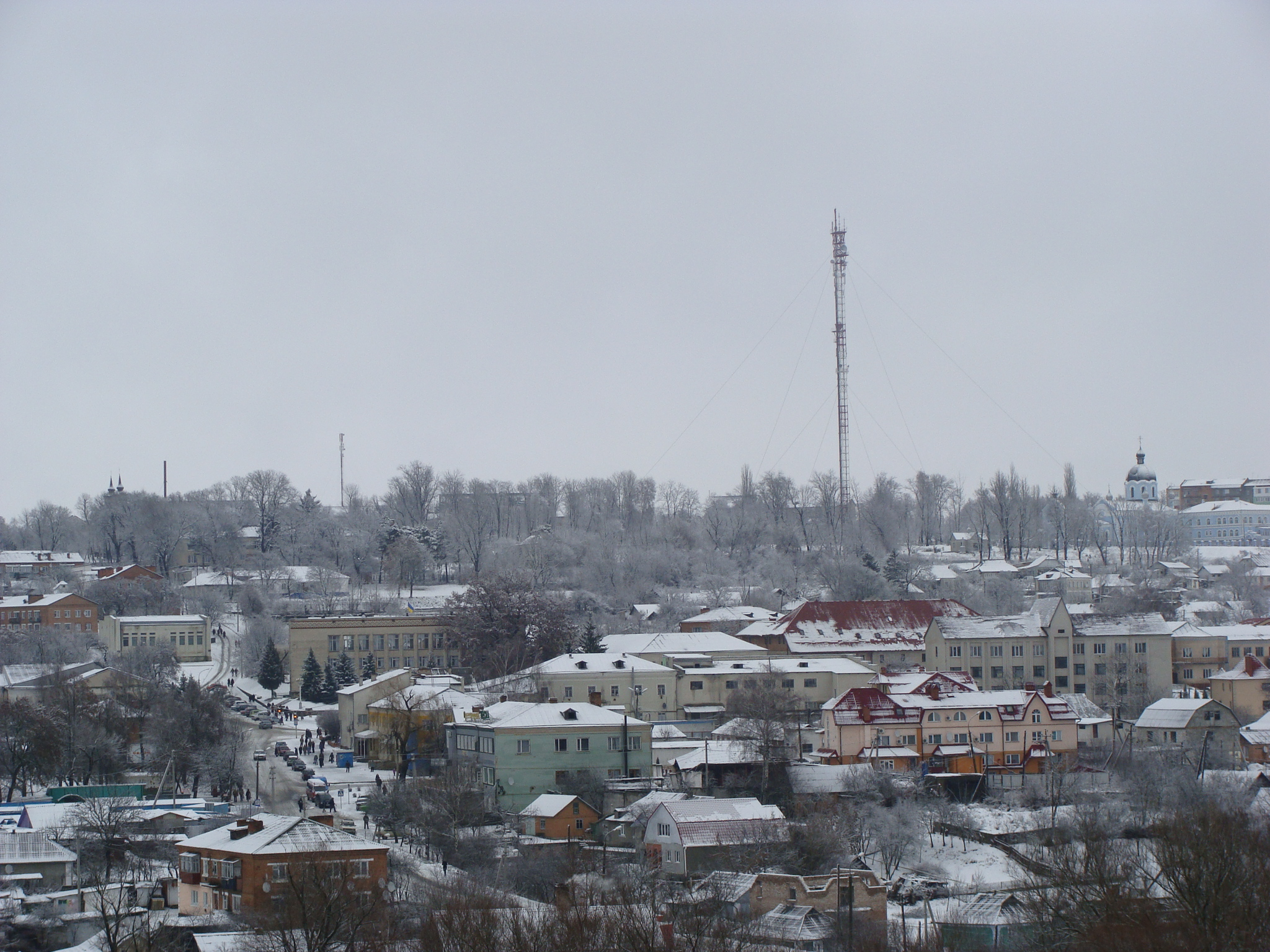
Городок зимой
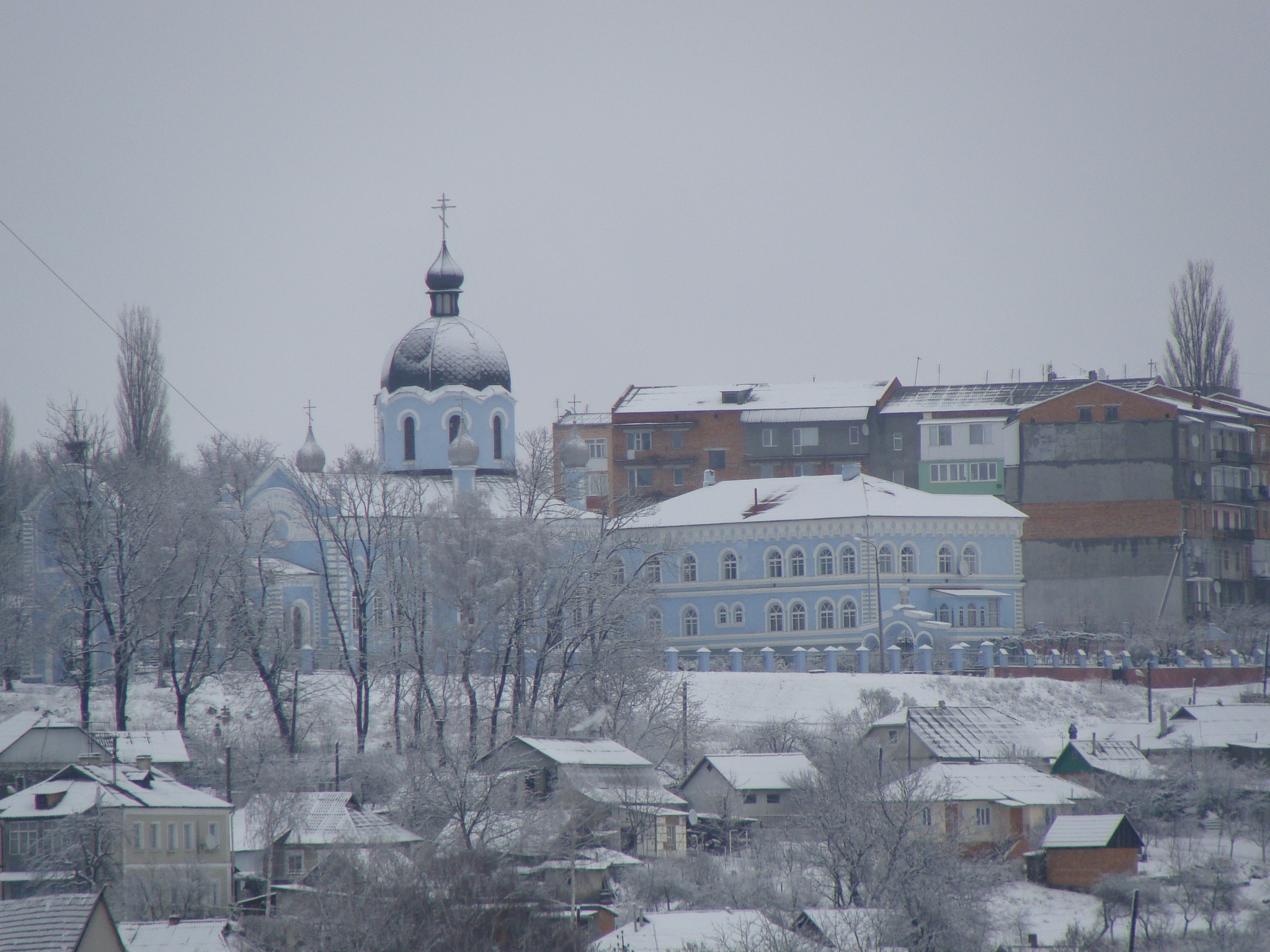
Церковь зимой

## Почётные граждане города
- Герега Александр Владимирович